# Алкария-Руйва
Алкария-Руйва (порт.  Alcaria Ruiva) - фрегезия (район) в муниципалитете Мертола округа Бежа в Португалии. Территория – 215,24 км². Население – 1013 жителей. Плотность населения – 4,7 чел/км².